# Adelgatan, Malmö

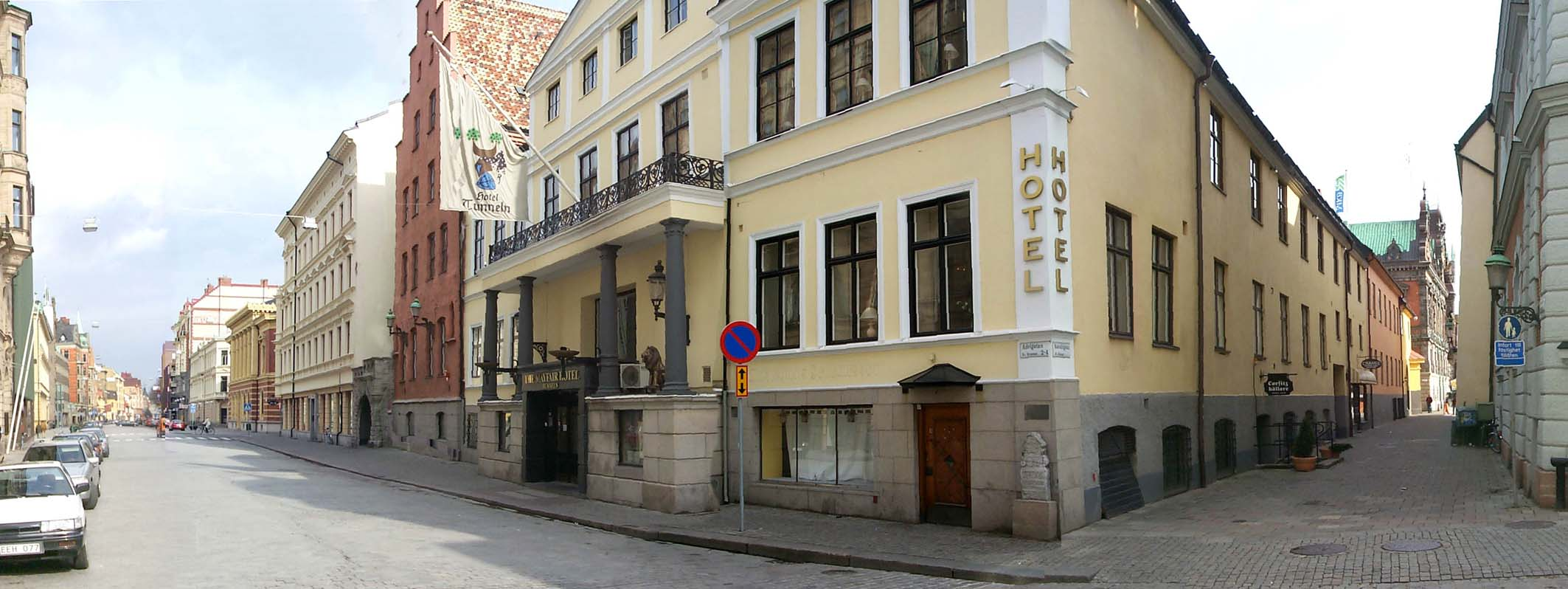
Tunnelns fasad mot Adelgatan.

Adelgatan var tillsammans med nuvarande Östergatan och Västergatan Malmös huvudgata på medeltiden och långt fram i tiden.
De medeltida städerna hade alltid en eller flera huvudgator. I Danmark kallades en del av dessa för "Allmänningastrede" eller "Allmäningagade". Detta ord förvanskades sedan till Algade eller Adelgade. Adel på gammaldanska betyder viktigaste, yppersta.
I Malmö fanns under medeltiden två Adelgator. Den äldsta löpte i väst-östlig riktning parallellt med stranden endast ett stenkast från densamma. Den kallades 1392 på latin för "Communis magna platea", 1442 för Almenningsgadhen och 1449 för Adelgadhen. Detta var stadens äldsta gata vilken troligtvis existerat som en smal landsväg redan före stadens uppkomst på 1250-talet. I dag motsvarar dess sträckning Malmöhus slottsområde, Västergatan, Adelgatan och Östergatan fram till Drottningtorget.
Den andra Adelgatan var den huvudgata som från början av 1300-talet löpte vinkelrätt mot den förra vidare söderut. Denna kallades 1462 för "Sönnergaatan" och 1522 för "Then syndre Adelgade". I dag motsvarar dess forna sträckning Stortorgets östra sida samt Södergatan.
Delar av dessa båda Adelgator tjänade fram till Stortorgets utläggande i början av 1540-talet som torggator. Gränsmarkeringarna för dessa torgområden utgjordes av resta stenar, s.k. "skallestenar". En sådan sten stod vid "Tunneln", en vid nuvarande Caroli kyrka och den sista vid korsningen Skomakaregatan - Södergatan. Handel med bönderna var under medeltiden endast tillåten innanför dessa markerade torgområden.